# Роздобудько, Ирен Витальевна
Ире́н Витальевна Роздобу́дько (укр. Ірен Віталіївна Роздобудько; род. 3 ноября 1962, Донецк, Украинская ССР) — украинская журналистка, писательница и поэтесса.

## Биография

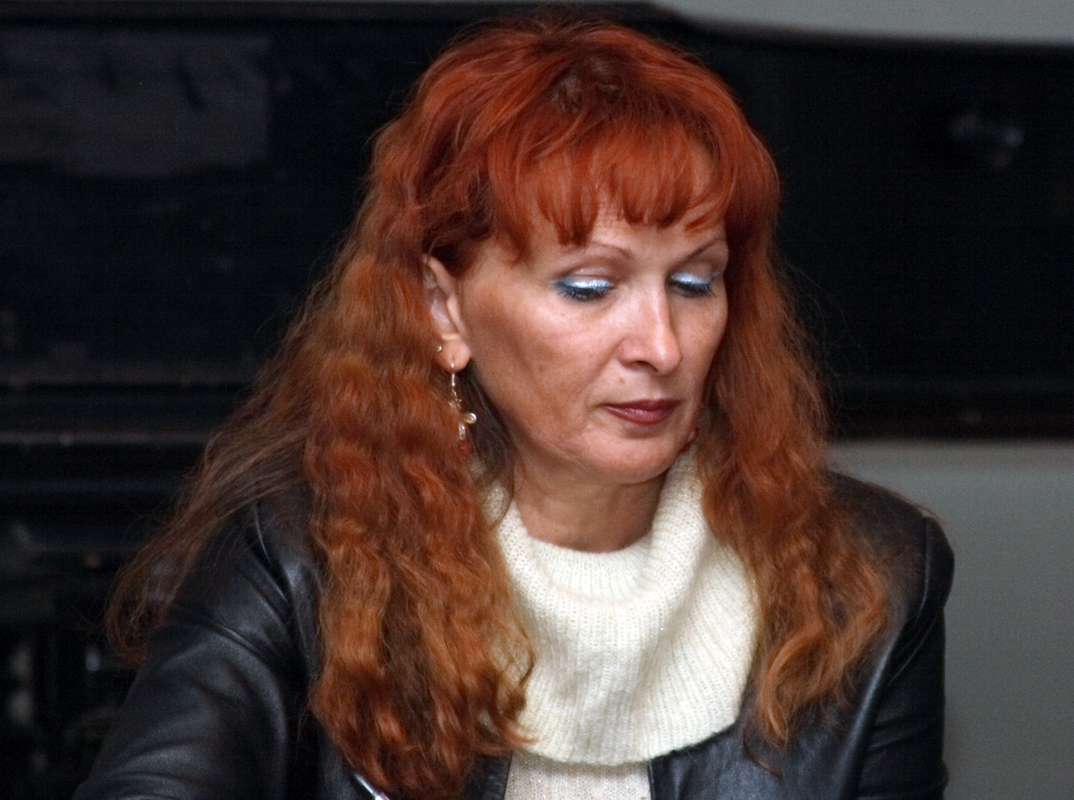
Ирен Роздобудько (2008)

Окончила факультет журналистики Киевского национального университета. Работала в Донецком участке ТАСС-РАТАУ телеграфисткой, в многотиражке Донецкого металлургического завода, журналистом и диктором радиогазеты. С 1988 года живёт в Киеве, где работала в газете «Родослав», корректором журнала «Современность» (укр. «Сучасність»), обозревателем на первом и третьем каналах Национальной радиокомпании, обозревателем в газете «Всеукраинские ведомости», заместителем главного редактора в журнале «Натали», главным редактором в журнале «Караван историй. Украина» и журналистом в журнале «Академия».
Работала также официанткой в ресторане, шпрехшталмейстером в цирке, Снегурочкой в фирме «Свято» (Праздник), заведующей видеосалоном в кинотеатре.
Автор иллюстраций к книгам Ларисы Масенко, Оксаны Соловей, Леся Танюка. Автор двух сборников поэзий. Вышивает бисером, играет на гитаре.
Трижды была замужем. Имеет дочь Яну (род. 1983). Дочь окончила Национальную академию изобразительного искусства и архитектуры, стала скульптором. Как и мать, преподаёт в Киевском национальном университете театра, кино и телевидения имени И. К. Карпенко-Карого.
Победительница литературных конкурсов «Коронация слова» 2000, 2001 и 2005 годов.

## Сценарная фильмография
1. 2008 — Начать сначала. Марта
2. 2008 — Пуговица[1][2]
3. 2008 — Таинственный остров
4. 2009 — Ловушка (по роману «Пастка для жар-птиці» «Мерці»)
5. 2009 — Осенние цветы
6. 2013 — Поводырь
7. 2015 — Жребий судьбы